# Epuraea placida
Epuraea placida är en skalbaggsart som beskrevs av Mäklin 1853. Epuraea placida ingår i släktet Epuraea, och familjen glansbaggar. Arten är reproducerande i Sverige.